# 114094 Irvpatterson
114094 Irvpatterson este un asteroid din centura principală de asteroizi.

## Descriere
114094 Irvpatterson este un asteroid din centura principală de asteroizi. A fost descoperit pe 6 noiembrie 2002 la Kingsnake de John V. McClusky. Asteroidul prezintă o orbită caracterizată de o semiaxă mare de 3,17 ua, o excentricitate de 0,07 și o înclinație de 8,4° în raport cu ecliptica.